# Sam Allardyce
Samuel Sam Allardyce (n. Dudley, Marea Britanie pe 19 octombrie 1954) este un fost jucător de fotbal și antrenor englez. In prezent, este un antrenor liber de contract.
Ca jucător, Allardyce a jucat peste 400 de meciuri pentru Bolton Wanderers, Sunderland, Millwall, Tampa Bay Rowdies, Coventry City, Huddersfield Town, Preston North End, West Bromwich Albion și Limerick. Ca antrenor a condus la Limerick, Blackpool și Notts County, înainte de instrui Bolton Wanderers între 1999 și 2007. Cunoscut sub numele de Big Sam,so pe Bolton in finala din Cupa Ligii, în plus de a clasifica clubul la Cupa UEFA , pentru prima dată în istoria sa.
Dupa a antrena Newcastle United , din 2007 până în 2008, Allardyce a luat Blackburn Rovers , din 2008 până în 13 decembrie 2010. ultimul Său club a fost West Ham United, fiind, în aceasta etapa, cel de-al treilea antrenor, care mai mulți ani a fost cu clubul său în Premier League, în spatele numai lui Arsene Wenger și Alan Pardew.

## Statistici ca antrenor

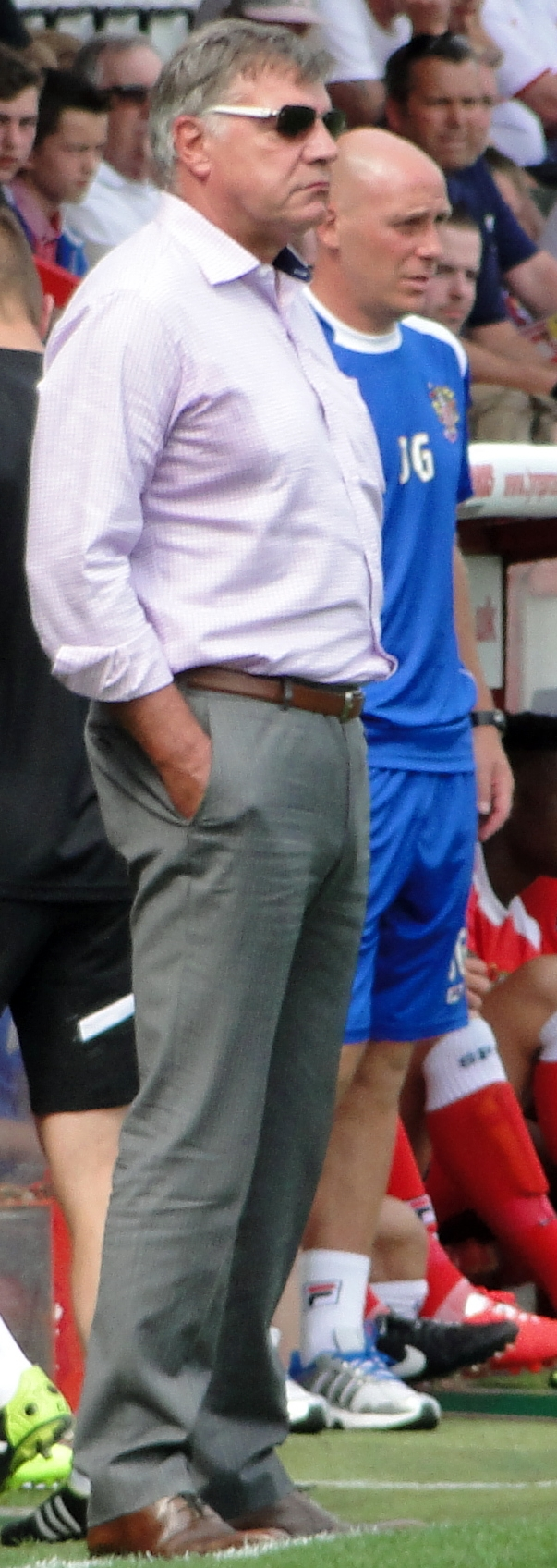
Allardyce as manager of West Ham United in 2014

La match played 21 May 2017.
| Echipa                        | Început            | Sfârșit            | Rezultate | Rezultate | Rezultate | Rezultate | Rezultate  | Rezultate   |
| Echipa                        | Început            | Sfârșit            | M         | V         | E         | Î         | Victorii % | Ref.        |
| ----------------------------- | ------------------ | ------------------ | --------- | --------- | --------- | --------- | ---------- | ----------- |
| Limerick (jucător-antrenor)   | 1991               | 1992               | 27        | 14        | 10        | 3         | 51,9       | [ 5 ] [ 6 ] |
| Preston North End (interimar) | 30 septembrie 1992 | 30 noiembrie 1992  | 12        | 3         | 4         | 5         | 25         | [ 7 ] [ 8 ] |
| Blackpool                     | 19 iulie 1994      | 29 mai 1996        | 102       | 44        | 23        | 35        | 43,1       | [ 9 ]       |
| Notts County                  | 16 ianuarie 1997   | 14 octombrie 1999  | 145       | 56        | 39        | 50        | 38,6       | [ 9 ]       |
| Bolton Wanderers              | 19 octombrie 1999  | 29 aprilie 2007    | 371       | 153       | 104       | 114       | 41,2       | [ 9 ]       |
| Newcastle United              | 15 mai 2007        | 9 ianuarie 2008    | 24        | 8         | 6         | 10        | 33,3       | [ 9 ]       |
| Blackburn Rovers              | 17 decembrie 2008  | 13 decembrie 2010  | 90        | 32        | 24        | 34        | 35,6       | [ 9 ]       |
| West Ham United               | 1 iunie 2011       | 24 mai 2015        | 181       | 68        | 46        | 67        | 37,6       | [ 9 ]       |
| Sunderland                    | 9 octombrie 2015   | 22 iulie 2016      | 31        | 9         | 9         | 13        | 29         | [ 9 ]       |
| Anglia                        | 22 iulie 2016      | 27 septembrie 2016 | 1         | 1         | 0         | 0         | 1000       | [ 9 ]       |
| Crystal Palace                | 23 decembrie 2016  | 23 mai 2017        | 24        | 9         | 3         | 12        | 37,5       | [ 9 ]       |
| Everton                       | 30 noiembrie 2017  | Prezent            | 0         | 0         | 0         | 0         | —          | [ 9 ]       |
| Total                         | Total              | Total              | 1.008     | 397       | 268       | 343       | 39,4       | —           |